# Nitro Stunt Racing
Nitro Stunt Racing est un jeu vidéo de course développé et édité par GameSeed en 2008 sur PC.

## Système de jeu
Nitro Stunt Racing invente une nouvelle discipline : la formule Jet.
Les voitures, appelées F-Jet, sont en effet équipées d'un "nitroréacteur" leur permettant de défier les loi de l'apesanteur (sauts, loopings...) grâce à sa puissance de propulsion.
La compétition prend place sur différents types de circuits : Saut, Looping et SuperCross.
Si le Gameplay est orienté arcade, celui-ci est servi par un moteur physique digne d'une simulation.
Le moteur du jeu gère les collisions et les dégâts.
Le jeu propose de concourir avec jusqu'à 15 adversaires contrôlés par l'IA, sur 3 modes de difficulté différents.
Le multijoueur en LAN et via Internet est possible.
Les volants à retour de force sont gérés, mais il est également possible d'utiliser le clavier ou un gamepad.
5 modes de jeu sont proposés :
- Entrainement : Permet de tester les différents circuits à sa disposition.
- Arcade : Courir contre les 15 autres adversaires. Dans ce mode, les dégâts sont désactivés.
- Duel : Affronter un adversaire sur un des circuits proposé.
- Course : Course unique contre 1 à 15 adversaires.
- Championnat : Championnat complet.

Le jeu permet de comparer ses propres résultats avec ceux des autres joueurs, et de connaître son classement, grâce à une centralisation en ligne des résultats.

## Circuits
11 circuits à parcourir en normal ou reverse permettent de s'essayer à la Formule-Jet :
- Loopings : Pour ceux qui aiment avoir la tête en bas (normal ou reverse)
- Jump It Up : Circuit dédié aux sauts (normal ou reverse)
- Hot Rusk : Circuit de type SuperCross (normal ou reverse)
- Red Run : Circuit de sauts à grand vitesse
- Eagle's Park : Circuit de type Super Cross avec des sauts vertigineux et plein de raccourci cachés
- Twisted Iron : Circuit à base de tubes et vrilles (normal ou reverse)
- Multiplex : Circuit ultime du groupe 3, regroupant des sauts, des parties SuperCross et à grande vitesse, ainsi qu'un looping coupé avec une partie en vol dos...